# Rutiodon
Genre
Espèces de rang inférieur
- † Rutiodon carolinensis
- † Rutiodon manhattanensis
- † Rutiodon validus

Synonymes
- † Palaeonornis Emmons, 1857
- † Machaeroprosopus

Rutiodon (signifiant « dents ridées ») est un genre éteint d'archosaures appartenant à la famille des Phytosauridae. Il a vécu au cours du Trias supérieur.

## Description
Rutiodon mesurait environ 3 à 8 mètres de longueur. L'animal est connu à partir de fossiles découverts en Europe (Allemagne et Suisse) ainsi qu'en Amérique du Nord (Arizona, Nouveau-Mexique, Caroline du Nord, Texas).
Comme d'autres phytosauridés, Rutiodon ressemblait extérieurement à un crocodile, mais ses narines étaient positionnés loin en arrière sur la tête, près des yeux, au lieu de à l'extrémité du museau. Il avait de larges dents de devant, et une mâchoire relativement étroite (dolichorostrie), ressemblant un peu celle d'un gavial moderne. Cela suggère que ce carnivore se nourrissait sans doute de poissons et il peut aussi avoir attrapé des animaux terrestres venant dans l'eau. En outre, comme les crocodiles modernes, son dos, ses flancs et sa queue étaient couverts de plaques osseuses.

## Dans la culture populaire
Rutiodon est l'un des phytosaures les plus connus et est apparu dans le documentaire de Discovery Channel en 2001 When Dinosaurs Roamed America (« Quand les dinosaures parcouraient l'Amérique »), montré essayant d'attaquer un Coelophysis au bord de l'eau et le ratant. Rutiodon a également été en vedette dans l'épisode 4 de Animal Armageddon.

## Galerie

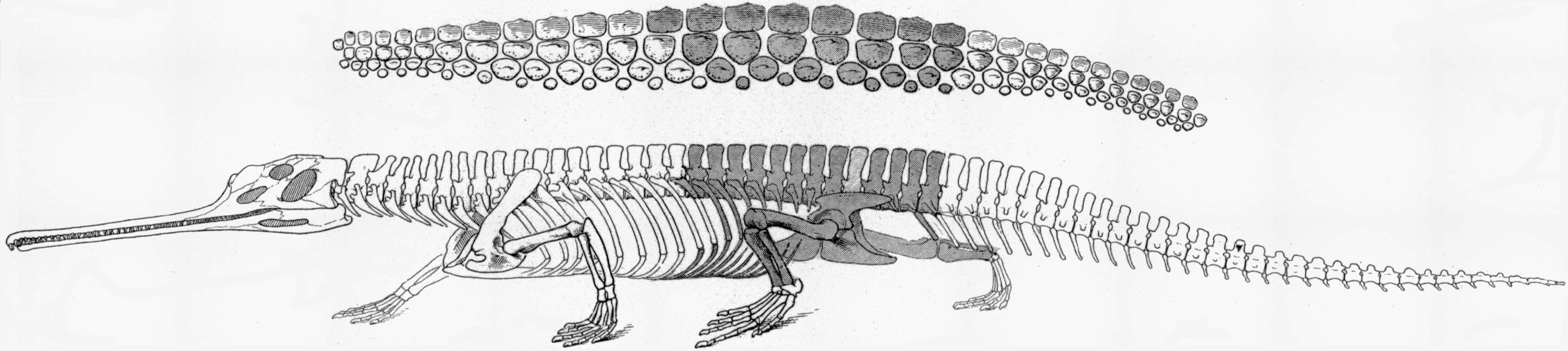
Diagramme scientifique du squelette et des plaques dermiques de R. manhattanensis[3].
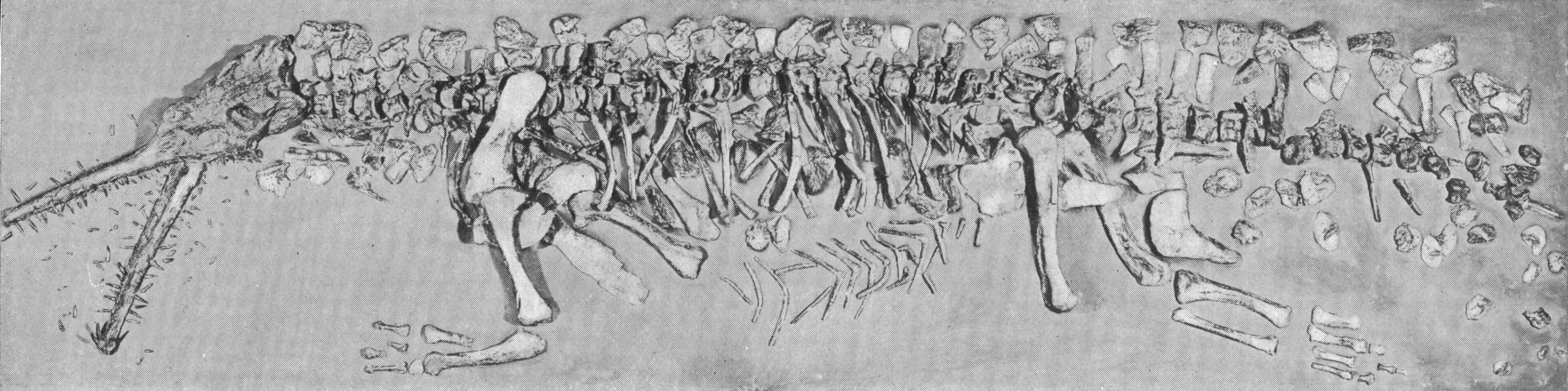
Fossile de R. carolinensis.
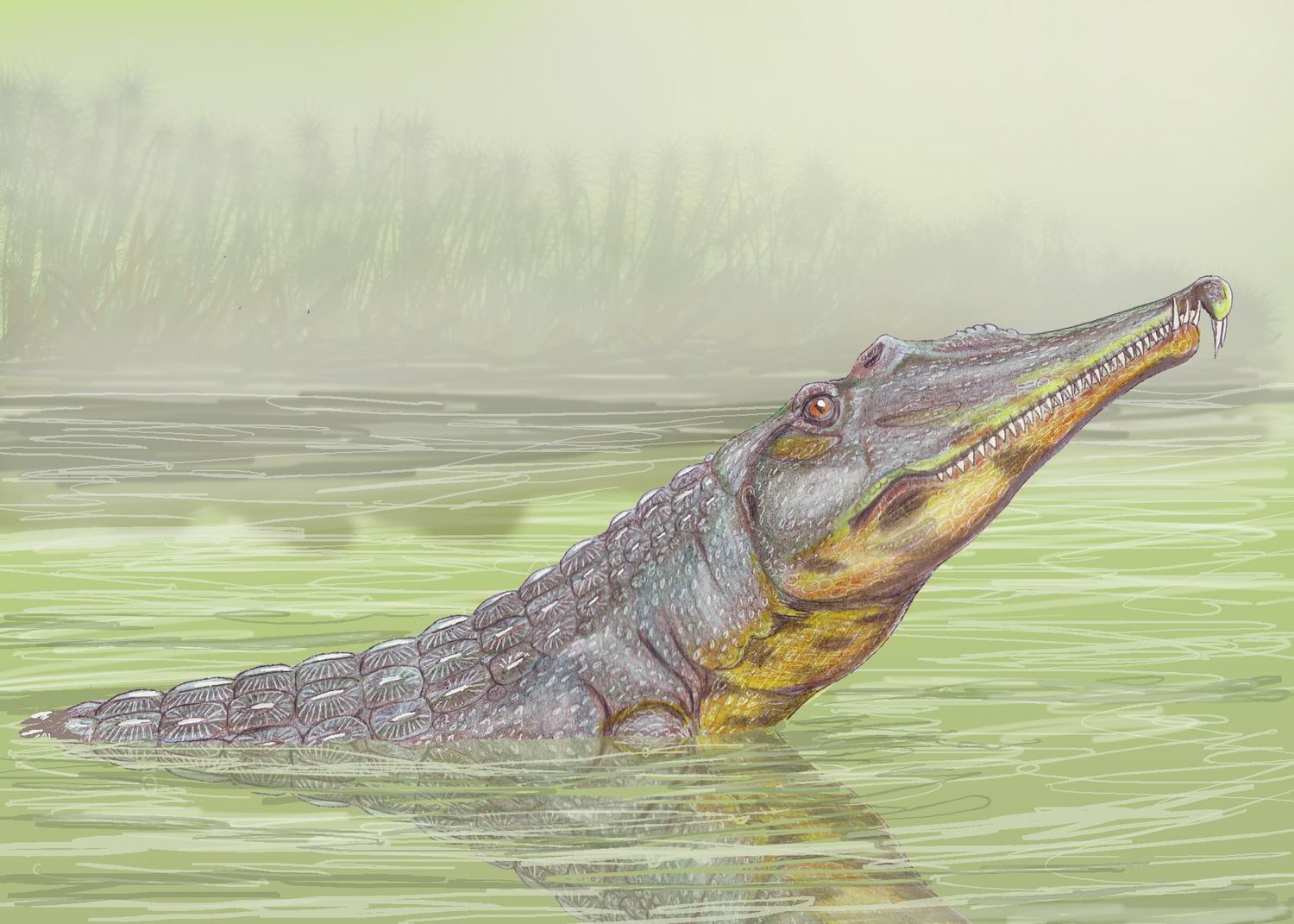
Restitution paléoartistique de R. validus par Dimitri Bogdanov[4].